# هانوکور
هانوکور (به فرانسوی: Hannocourt) یک کمون در فرانسه است که در Canton of Delme واقع شده‌است.

## خصوصیات
هانوکور ۴٫۲۱ کیلومترمربع مساحت و ۱۹ نفر جمعیت دارد و ۲۵۰ متر بالاتر از سطح دریا واقع شده‌است.